# Delvis Lumpuy
Delvis Lumpuy Quintanilla (Cuba, 8 de febrero de 1995) es un futbolista cubano. Juega de Guardameta, y su equipo actual es el FC Villa Clara del Campeonato Nacional de Fútbol de Cuba.

## Carrera
Delvis Lumpuy debutó de manera profesional en el año 2012, con el FC Villa Clara. Allí ha salido campeón del Campeonato Nacional de Fútbol de Cuba en dos ocasiones (2012 y 2013).

### Clubes
| Club           | País | Año             |
| -------------- | ---- | --------------- |
| FC Villa Clara | Cuba | 2012 - Presente |

## Carrera internacional
Ha sido internacional con la Selección de fútbol de Cuba.
Participó en la Copa Mundial de Fútbol Sub-20 de 2013 realizada en Turquía, donde Cuba fue eliminada en la primera fase y compartió grupo con Portugal, Nigeria y Corea del Sur. En 2014 recibió su primera convocatoria a la selección absoluta para un juego amistoso ante Indonesia, el cual Cuba ganó por 1-0; así mismo, Lumpuy jugó ese partido ingresando de titular.

### Participaciones en Copas del Mundo
| Mundial                               | Sede    | Resultado      |
| ------------------------------------- | ------- | -------------- |
| Copa Mundial de Fútbol Sub-20 de 2013 | Turquía | Fase de grupos |

## Palmarés

### Campeonatos nacionales
| Título                                | Club                    | País | Año  |
| ------------------------------------- | ----------------------- | ---- | ---- |
| Campeonato Nacional de Fútbol de Cuba | Fútbol Club Villa Clara | Cuba | 2012 |
| Campeonato Nacional de Fútbol de Cuba | Fútbol Club Villa Clara | Cuba | 2013 |